# Wonga Park
Wonga Park – miasto w Australii, w stanie Wiktoria.